# Estampie (Van Beurden)
Estampie is een compositie voor harmonieorkest of fanfare van de Nederlandse componist Bernard van Beurden. De opdracht voor het componeren van dit werk kwam van het Nederlands Dans Theater.
Het werk is opgenomen op cd door het Harmonieorkest van het Rotterdams Conservatorium onder leiding van Arie van Beek.